# War Memorial Stadium
War Memorial Stadium är en före detta arena i Buffalo, New York som det spelats bland annat amerikansk fotboll och baseboll på. Under 40-talet spelade två olika lag (Buffalo Indians/Chiefs, Buffalo Bills (AAFC) amerikansk fotboll på professionell nivå på arenan. Buffalo Bills spelade på arenan under sin tid i American Football League (1960-1969) och de första åren i National Football League (1970-1972). Bills flyttade från arenan till nybyggda Ralph Wilson Stadium 1973 då NFL krävde en kapacitet på minst 50 000 åskådare vilket var 3500 mer än vad arenan klarade av. Basebollaget Buffalo Bisons spelade på arenan i två omgångar men 1988 flyttade de till den mindre men nyare arenan Pilot Field. Samma år revs War Memorial Stadium med undantag för två av de förra ingångarna till arenan.